# Аюпов, Шавкат Абдуллаевич
Шавкат Абдуллаевич Аюпов (род. 14 сентября 1952, Ташкент) — узбекский советский учёный-математик. Президент Академии наук Узбекистана с 16 декабря 2024 года. Академик АН Узбекистана (1995).
Депутат Сената Олий Мажлис Республики Узбекистан (2020). Герой Узбекистана (2021), Заслуженный деятель науки Республики Узбекистан (2011).

## Биография
Родился в интеллигентной семье. Отец, Абдулла Талипович Аюпов, участник Великой Отечественной войны, заведовал кафедрой философии Ташкентского университета, мама, Маргуба Хамидова, врач, работала терапевтом 4-й городской клинической больницы.
В 1974 году окончил математический факультет Ташкентского государственного университета, ученик академика Т. А. Сарымсакова. Кандидат физико-математических наук (1977), доктор физико-математических наук (1983).
Лауреат Премии Ленинского комсомола в составе авторского коллектива Бердикулов, Мусулмонкул Абдуллаевич, Усманов, Шухрат Мутталибович, н. с. Института математики имени В. И. Романовского АН УзССР; Абдуллаев, Рустамбай Зайрович, ассистент ТГПИ имени В. И. Ленина; Тихонов, Олег Евгеньевич, ассистент, Трунов, Николай Васильевич, доцент КГУ имени В. И. Ульянова, — за работу «Исследования по операторным алгебрам и некоммутативному интегрированию» (1989).
В 1992 году возглавил Институт математики имени В. И. Романовского Академии наук Республики Узбекистан. В 1994 году находился в длительной командировке в Университете Луи Пастера в Страсбурге (Франция), где вёл научную работу совместно с профессором Ж.-Л. Лодэ.
Академик Всемирной академии наук (2003). В 2008—2013 годах — ассоциированный член Международного Центра Теоретической Физики им. Абдус Салама (ICTP) в Триесте, Италия.
Президент Академии наук с с 16 декабря 2024 года. Член Сената Олий Мажлиса Республики Узбекистан (2020).
Преподаёт в Национальном университете Узбекистана, профессор кафедры алгебры и функционального анализа. Увлекается такими видами спорта как футбол и плавание.
Жена — Фахрия Валиевна — врач-педиатр, кандидат медицинских наук. Имеет четверых детей.

## Награды и звания
- Герой Узбекистана (24 августа 2021) — за большие заслуги в деле укрепления экономического потенциала нашей страны, повышения её международного авторитета, обеспечения процветания Родины и благополучия жизни народа, инициативность в процессе осуществляемых в последние годы в Новом Узбекистане динамичных и коренных реформ, самоотверженный труд на благо государства и народа, многолетнюю плодотворную и образцовую деятельность в производственной и социально-духовной сферах, большой вклад в воспитание нашей молодёжи в духе патриотизма, уважения национальных и общечеловеческих ценностей, а также активное участие в общественной жизни страны[12].
- Орден «Мехнат шухрати» (2003).
- Медаль «Шухрат» (1996).
- Заслуженный деятель науки Республики Узбекистан (2011).
- Лауреат Государственной Премии I-й степени в области науки и техники (2017).

## Высказывания
Что вы сказали бы нашей молодежи, стремящейся в науку?

—В первую очередь надо хорошо знать языки, хотя бы три самых главных — родной, английский и русский.